# Dan Monahan
Dan Monahan (Ohio, Estados Unidos, 20 de julio de 1955) es un actor estadounidense, más famoso por su interpretación de Pee Wee en la saga de películas adolescentes Porky's.

## Biografía
Su familia emigró a Estados Unidos y en 1973 se graduó en la Olmsted Falls High School de Ohio. A finales de los 70 encontró su vocación en la actuación. Debutó en 1978 participando en dos episodios de la serie Con ocho basta y al año siguiente intervino como actor invitado en La conquista del oeste.
Hizo su debut en el cine con la película italiana Paradiso Blue (1980) y en 1981 realizó trabajos en la comedia protagonizada por Marsha Mason Only When I Laugh y en el telefilm The Adventures of Huckleberry Finn, donde interpretó a Tom Sawyer.
Dan se casó en septiembre de 1982 con Sharon Killius, con quien tiene una hija.

## Filmografía
- Paradiso Blu (1980) - Peter
- The Adventures of Huckleberry Finn (1981) - Tom Sawyer
- Only When I Laugh (1981) - Jason
- Porky's (1982) - Edward "Pee Wee" Morris
- Porky's II: The Next Day (1983)- Edward "Pee Wee" Morris
- Up the Creek (1984) - Max
- Porky's Revenge! (1985) - Edward "Pee Wee" Morris
- From the Hip (1987) - Larry
- The Prince of Pennsylvania (1988) - Tommy Rutherford
- The Night Flier (1997) - Merton Morrison
- Shattered Illusions (1998) - Mark
- Baby Geniuses (1999) - Reporter
- Romeo and Juliet (2000) - Fray Lawrence
- Daddies' Girls (Por anunciar)

## Porky's
En 1982 fue uno de los protagonistas de la comedia gamberra-estudiantil Porky's de Bob Clark. En ella dio vida a Edward "Pee Wee" Morris, un adolescente norteamericano de los años 50 que está obsesionado con perder su virginidad. La pandilla protagonista se completaba con personajes como Billy McCarthy (Mike Herrier), Tommy Turner (Wyatt Knight), Mickey Jarvis (Roger Wilson), Anthony "Puro" Tuperello (Tony Ganios) y Wendy Williams (Kaki Hunter), juntos ideaban un plan para destruir el burdel de Porky (Chuck Mitchell), un malvado individuo que los había humillado anteriormente.
La película fue un gran éxito comercial, generando varias imitaciones y propiciando dos secuelas en las que Dan Monahan también participó. La segunda entrega fue Porky's 2: al día siguiente de 1983, centrada en la preparación de un desmadrado montaje teatral llevado a cabo en el instituto de "Playa Angel". Mientras que la tercera parte se tituló Porky's contraataca y su argumento giraba en torno a la venganza de Porky, que reabría su prostíbulo después de que los chicos lo destruyesen en la primera parte.

## Tras el éxito
El resto de su carrera no fue demasiado destacable, realizando papeles secundarios en la comedia From the Hip (1987) y en el drama The Prince of Pennsylvania (1988).
Tras un largo retiro de la actuación, en 1997 regresó para participar en The Night Flyer, una película terror basada en una novela de Stephen King que tenía a Miguel Ferrer como protagonista. Luego intervino en el film de serie B Shattered Illusions y en 1999 Bob Clark se acordó de él para un pequeño papel como reportero en comedia Unos peques geniales, junto a Kathleen Turner, Christopher Lloyd, Kim Cattrall y Peter MacNicol.
Su último trabajo como actor lo llevó a cabo en 2000 interpretando a Fray Laurentino en una versión de Romeo y Julieta ideada para el consumo directo en los vídeoclubs. Desde 2002 se ha dedicado a poner en marcha un centro telefónico de fines no lucrativos con líneas de atención personal.